# Купальни Роффе
Купальни Роффе (Ванное заведение А. И. Рофе́') — здание в неомавританском стиле, построенное в центре Ялты в 1897 году по проекту Николая Краснова. Со времени реконструкции носит название Villa Sofia (в честь Софии Ротару).

## История
Здание было построено во дворе гостиницы «Франция» по заказу купца А. И. Роффе, владельца гильдии «Роффе и сыновья». По просьбе Роффе к зданию купален был пристроен парадный портал в мавританском стиле.
Фасад портала выполнен из белого мрамора, на нём была высечена цитата из Корана «Будь благословен, как вода». Кроме портала, ценность представляет холл в восточном стиле с лепниной из гипса.
В купальне были установлены ванны с подогретой морской водой для очистительного и общеукрепляющего лечебного эффекта. Здесь отдыхали Иван Бунин, Федор Шаляпин, А. П. Чехов и другие члены «Общества литераторов и ученых», которые пользовались «четырёхкратной скидкой» от купца Роффе.
В период Великой Отечественной войны здание гостиницы было разрушено, при этом купальни чудом уцелели.
С 1975 года здесь располагалась репетиционная база ансамбля «Червона рута». В 1984 году в связи со строительством концертного комплекса «Юбилейный» купальни предлагались к сносу, но реакция музыкальной общественности (в первую очередь — Софии Ротару) позволила сохранить здание.
С 1991 года начались реставрационные работы, портал и холл были отреставрированы, остальная часть здания разобрана как не представляющая архитектурной ценности. В 1996 году Купальни Роффе получили статус памятника местного значения.
В 2008 году С. Ротару открыла в здании гостиницу под названием Вилла София. После 2014 года заведение не функционирует. Крымские власти высказывались о национализации объекта и устройстве в нём дворца бракосочетания. Сенатор от Крыма, член комитета Совета Федерации по международным делам Сергей Цеков поддержал идею выставить Villa Sofia на торги или изменить форму собственности в пользу государства. "Было бы желание самих крымчан и руководства Крыма и Ялты. Я думаю, что мы найдем возможность решить этот вопрос. По большому счету, идея с дворцом бракосочетаний, это не только мое предложение. Это инициатива самих ялтинцев. Я так понимаю, что от национализации имущества Ротару мы все равно никуда не уйдем, и она будет осуществлена".